# Копій Валерій Васильович
Валерій Васильович Копій (рос. Валерий Васильевич Копий, нар. 20 лютого 1948, Пушкін) — радянський футболіст, півзахисник. Чемпіон СРСР 1972 року.

## Клубна кар'єра
У дорослому футболі дебютував 1967 року виступами за команду клубу «Нефтчі» (Фергана), в якій провів два сезони, взявши участь у 38 матчах чемпіонату. Більшість часу, проведеного у складі «Нефтчі» (Фергана), був основним гравцем команди.
Протягом 1969–1969 років захищав кольори команди клубу «Пахтакор».
Своєю грою за останню команду привернув увагу представників тренерського штабу клубу «Автомобіліст» (Житомир), до складу якого приєднався 1970 року. Відіграв за житомирську команду наступні один сезон своєї ігрової кар'єри. Граючи у складі житомирського «Автомобіліста» також здебільшого виходив на поле в основному складі команди.
1972 року перейшов до ворошиловградської «Зорі», у складі якої провів наступні два роки своєї кар'єри гравця. Допоміг команді здобути в сезоні 1972 року єдиний в її історії титул чемпіона СРСР.
З 1974 року два сезони захищав кольори команди клубу «Динамо» (Ленінград). Тренерським штабом нового клубу також розглядався як гравець «основи».
1975 року захищав кольори ленінградського «Зеніта».
1976 року повернувся до «Динамо» (Ленінград), за який провів ще два сезони. Завершив професійну кар'єру футболіста виступами за ленінградське «Динамо» у 1977 році.

## Виступи за збірну
1972 року дебютував в офіційних матчах у складі національної збірної СРСР, провіши на полі один тайм товариської гри проти збірної Уругваю. Надалі до лав збірної не залучався.
| Дата       | Місто     | Господарі | Результат | Гості | Турнір                      | Голи | Примітки |
| ---------- | --------- | --------- | --------- | ----- | --------------------------- | ---- | -------- |
| 29/06/1972 | Сан-Паулу | Уругвай   | 0 – 1     | СРСР  | Кубок незалежності Бразилії | -    | 46'      |
| Усього     |           | Матчів    | 1         |       | Голів                       | 0    |          |

## Титули і досягнення
- Чемпіон СРСР (1):

«Зоря» (Ворошиловград): 1972